# Mathematics Handbook
Mathematics Handbook for Science and Engineering, tidigare Beta: Mathematics handbook, är en matematisk formelsamling skriven på engelska av Lennart Råde och Bertil Westergren, utgiven på Studentlitteratur. Den är avsedd för högskolestudenter.
Den första utgåvan av Beta kom 1988, och den nyare titeln används från tredje utgåvan (1995).